# Dirk Verhofstadt (handballer)
Dirk Verhofstadt (6 december 1950) is een Belgisch bestuurder en voormalig handballer.

## Levensloop
Verhofstadt begon op zijn zeventiende te handballen bij Elita Lebbeke, dat later Avanti Lebbeke werd. Later maakte hij de overstap naar Sporting Neerpelt, waarmee hij in 1978 landskampioen werd. In 1982 keerde hij terug naar zijn jeugdploeg. Daarnaast maakte hij deel uit van de Belgische nationale ploeg. In 1983 werd hij verkozen tot handballer van het jaar.
Later werd hij voorzitter van de technische commissie van de Koninklijke Belgische Handbalbond (KBHB).
Zijn broer Koen en zus Veerle waren ook actief in het handbal.

## Palmares

### Team
- 1971-1972: landskampioen met Avanti Lebbeke
- 1971-1972: bekerwinnaar met Avanti Lebbeke
- 1972-1973: landskampioen met Avanti Lebbeke
- 1977-1978: landskampioen met Sporting Neerpelt
- 1979-1980: landskampioen met Sporting Neerpelt
- 1979-1980: bekerwinnaar met Sporting Neerpelt
- 1980-1981: landskampioen met Sporting Neerpelt
- 1981-1982: landskampioen met Sporting Neerpelt
- 1984-1985: bekerwinnaar met Avanti Lebbeke

### Individueel
- 1973-1974: Beste doelschutter[7]
- 1983: Speler van het jaar[7]